# Firmicutes
Firmicutes (Latină: firmus, puternic, iar cutis, piele, făcând referire la peretele celular) este o încrengătură de bacterii. Majoritatea speciilor din acest filum au o structură a peretelui celular Gram-pozitivă. Celulele pot fi de formă sferică (fiind coci) sau în formă de cilindru rotunjit la capete (bacili). 